# La Domènega

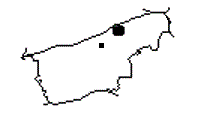
Situació de la Domènega respecte de Calders

La Domènega és una masia del terme de Calders, al Moianès situada a 493 metres d'altitud. Pertany a la parròquia de Sant Vicenç de Calders.
Està situada al sector central del terme, a ponent de la urbanització de la Guàrdia i de la masia la Guàrdia del mateix nom. És a tocar, al nord-oest, de la masia de la Vila.
S'hi accedeix per un camí rural de 225 que arrenca de la urbanització de la Guàrdia, en el seu extrem central-occidental.